# 文喜相
文喜相（韓語：／文喜相，1945年4月14日—），韓國自由派政治人物，曾任韓國國會議長。2019年2月因要求時任日本天皇明仁就慰安婦問題謝罪，而引發軒然大波。女演員李荷妮是其外甥女。

## 著作
- 1999年
- 2003年